# Hans Abraham
Hans Abraham (20 gennaio 1886 – 14 dicembre 1963) è stato un sollevatore tedesco pluricampione mondiale ed europeo che gareggiò nelle categorie dei pesi medi (fino a 80 kg.) e dei pesi massimi leggeri (fino a 82,5 kg.).

## Biografia
Iniziò da ragazzo a praticare la ginnastica artistica per poi passare al sollevamento pesi presso un circolo sportivo di Norimberga.
A partire dal 1907 conseguì importanti successi internazionali, collezionando due titoli mondiali nel 1910 e nel 1911 e tre titoli europei nel 1909, nel 1911 e nel 1914, ed altri podi mondiali.
La sua carriera di sollevatore fu interrotta dallo scoppio della prima guerra mondiale, nella quale fu impegnato come militare.
Non partecipò mai alle Olimpiadi in quanto a quell'epoca il sollevamento pesi era escluso dal programma olimpico.
Dopo la fine della prima guerra mondiale continuò a gareggiare in competizioni nazionali per fasce d'età, lavorando come fonditore.